# Rhopalomeces dejeani
Rhopalomeces dejeani là một loài bọ cánh cứng trong họ Cerambycidae.